# Traumatismo geriátrico
El traumatismo geriátrico se refiere a una lesión traumática que le ocurre a una persona de la tercera edad. Las tres causas predominantes de muerte traumática en los ancianos son las caídas (que representan el 40% de la muerte traumática en este grupo de edad), las colisiones de tráfico y las quemaduras.

## Biomecánica de la lesión
Una disminución progresiva de la función del sistema nervioso central conduce a una pérdida de propriocepción, equilibrio y coordinación motora general, así como una reducción en la coordinación ojo-mano, tiempo de reacción y una marcha inestable. Estos cambios degenerativos a menudo son acompañados de osteoartritis (enfermedad articular degenerativa), lo que conduce a una reducción en el rango de movimiento de la cabeza, el cuello y las extremidades. Además, los ancianos frecuentemente toman múltiples medicamentos para el control de diversas enfermedades y afecciones. Los efectos secundarios de algunos de estos medicamentos pueden predisponer a la lesión, o pueden causar un trauma menor dar lugar a una condición mucho más severa. Por ejemplo, una persona que toma Warfarina (Coumadin) y/o Clopidogrel (Plavix) puede experimentar una hemorragia intracraneal que amenaza su vida después de sufrir una lesión de cabeza cerrada relativamente pequeña, como resultado del defecto en el mecanismo hemostático causado por tales medicamentos. Los efectos combinados de estos cambios predisponen en gran medida a las personas mayores a lesiones traumáticas. Tanto la incidencia de caídas como la gravedad de las complicaciones asociadas aumentan con el avance de la edad.

## Diferencias fisiológicas en los ancianos
Prácticamente todos los sistemas de órganos experimentan un declive progresivo en la función como resultado del proceso de envejecimiento. Un ejemplo es una disminución en la función del sistema circulatorio causada en parte por el engrosamiento del músculo cardiaco. Esto puede conducir a insuficiencia cardiaca congestiva o edema pulmonar.
La atrofia del cerebro comienza a acelerarse alrededor de los setenta años de edad, lo que conduce a una reducción significativa en la masa cerebral. Dado que el cráneo no disminuye de tamaño con el cerebro, hay un espacio significativo entre los dos cuando esto ocurre lo que pone a los ancianos en un mayor riesgo de un hematoma subdural después de sufrir una lesión cerrada de la cabeza. La reducción del tamaño del cerebro puede conducir a problemas con la vista, la cognición y la audición.

## Epidemiología
Los ancianos son el grupo demográfico de mayor crecimiento en los países desarrollados. A pesar de que sufren lesiones traumáticas menos comúnmente que los niños y adultos jóvenes, la tasa de mortalidad por traumatismos en los ancianos es mayor que en los jóvenes. En Estados Unidos, esta población representa el 14% de todas las lesiones traumáticas, de las cuales la mayoría son secundarias a caídas.